# Циклопентадієніл-аніон
Циклопентадієніл-аніон - представник небензоїдних ароматичних сполук з формулою [C
5H
5]−
(скорочено Cp− ).  Утворюється при депротонуванні циклопентадієну . Циклопентадієнільний аніон є лігандом, який може входити до складу металоорганічних сполук . 
Першу сіль із цим аніоном, циклопентадієніл-калій, отримав Йоганнес Тіле в 1901 році  але до відкриття фероцену в 1950-х роках хімія похідних циклопентадієнілу не дістала розвитку.

## Резонанс і ароматність
Циклопентадієнільний аніон є плоским, циклічним, регулярним п'ятикутним іоном; він має 6 π-електронів (4 н + 2, де п = 1), що відповідає правилу ароматичності Гюккеля . Кожен подвійний зв’язок і неподілена електронна пара передбачають 2 π-електрони, які делокалізовані в кільці. 
pKa вихідної споуки - циклопентадієну - становить приблизно 16. Підвищена кислотність вуглеводню пояснюється стабілізацією відповідної основи - циклопентадієніл-аніона.

## Ліганд

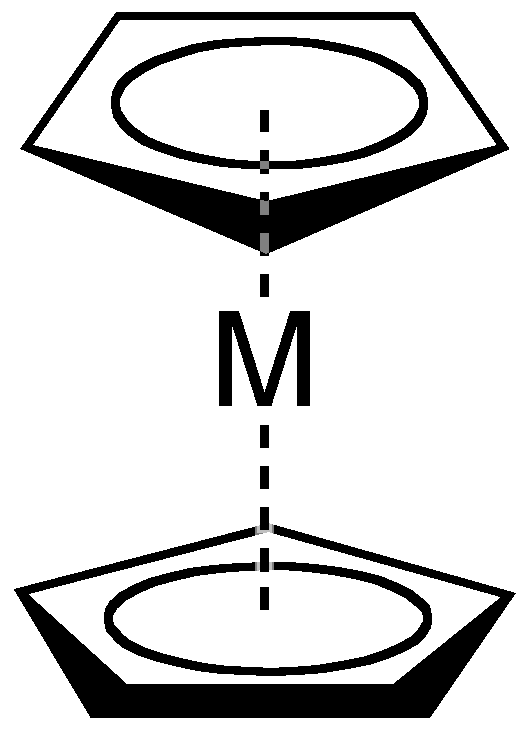
Металоценова структура, де «М» — метал

Циклопентадієнільні аніони утворюють різноманітні циклопентадієнільні комплекси - зокрема, сендвічні структури (металоцени). 